# Playa de La Herbosa
La playa de la Herbosa está en el concejo de Valdés , en el occidente del Principado de Asturias (España) y pertenece al pueblo de Busto. Está en la Costa Occidental de Asturias, en la franja que recibe la catalogación de Paisaje Protegido de la Costa Occidental de Asturias.

## Descripción
Su forma es casi lineal, tiene una longitud de unos 400 m y una anchura media de cinco m. Su lecho está formado por piedras en la mayoría de la superficie y por algunas zonas de arena oscuras y de tamaño medio. No existe acceso por tierra ya que está totalmente rodeada de acantilados y por esta razón, su grado de ocupación es casi nulo.
Para acceder a sus proximidades hay que localizar el pueblo de Busto y una vez en él, inmediatamente antes del cartel informativo, hay que tomar una carretera que se desvía hacia la izquierda la cual hay que seguir durante unos 400 m y tras estos hay una pista de tierra de unos 200 m y más adelante una línea de pinos. Detrás de estos se ve una casita de madera. Unos metros más adelante está el acantilado con alturas de unos 50 m que rodea la playa cuyos extremos son la “punta del Águila” al oeste y la “punta del Cuerno” al este.
Cerca de la playa está el cabo Busto con el “faro de Cabo Busto” en su cima y muy próximo a la playa hay un interesante yacimiento arqueológico.